# Kees van Dijke
Kees van Dijke (Rotterdam, 18 december 1902 – Moordrecht 3 mei 1983) was een Nederlands voetballer.
De linksback speelde van 1922 tot 1934 voor Feijenoord. In 256 competitiewedstrijden scoorde hij 28 doelpunten. Feyenoord werd in deze periode tweemaal landskampioen. Later, in het seizoen 1941/42, was hij ook nog een jaar trainer van de Rotterdamse club. In de periode 1934-1970 trainde Van Dijke ruim twintig voetbalteams.
De Rotterdammer was een veelzijdig sportman. Hij was bokser, runde een sportschool, en speelde ook bridge, biljart en dammen.
Zijn eerste club als voetbalcoach was Overmaas waar hij als speler-trainer fungeerde. Het grootste succes behaalde hij in 1949 bij SVV. In zijn eerste jaar (1947/48) bracht hij de Schiedamse club naar de Eerste klasse. In het daaropvolgende debuutseizoen op het hoogste voetbalniveau wist SVV direct het landskampioenschap te grijpen. Het was het hoogtepunt in de clubgeschiedenis.

Van Dijke kwam drie keer uit voor het Nederlands elftal.

## Erelijst
Feijenoord
| Nationaal     |    |                  |
| Landskampioen | 2x | 1923/24, 1927/28 |
| Holdertbeker  | 1x | 1929/30          |